# District de Mór
Le district de Mór (en hongrois : Móri járás) est un des 8 districts du comitat de Fejér en Hongrie. Créé en 2013, il compte 32 957 habitants et rassemble 12 localités : 10 communes et 2 villes dont Mór, son chef-lieu.
Cette entité existait déjà auparavant jusqu'à la réforme territoriale de 1983 qui a supprimé les districts.

## Localités
- Bakonycsernye
- Balinka
- Bodajk
- Csákberény
- Csókakő
- Fehérvárcsurgó
- Isztimér
- Kincsesbánya
- Mór
- Nagyveleg
- Söréd